# West Union, Iowa
West Union là một thành phố thuộc quận Fayette, tiểu bang Iowa, Hoa Kỳ. Năm 2010, dân số của thành phố này là 2486 người.

## Dân số
Dân số qua các năm:
- Năm 2000: 2549 người.
- Năm 2010: 2486 người.